# Paranhos (Mato Grosso do Sul)
Paranhos is een gemeente in de Braziliaanse deelstaat Mato Grosso do Sul. De gemeente telt 11.553 inwoners (schatting 2009).

## Aangrenzende gemeenten
De gemeente grenst aan Coronel Sapucaia, Sete Quedas en Tacuru.

### Landsgrens
En met als landsgrens aan de gemeente Capitán Bado in het departement Amambay en aan de gemeente Itanará, Villa Ygatimí en Ypejhú in het departement Canindeyú met het buurland Paraguay.